# 과학실험사 연표

## 고대
- 기원전 430년 - 엠페도클레스가 물도둑을 바다에 가라앉혀 공기가 물질임을 증명하다.
- 기원전 240년 - 아르키메데스가 부력의 원리로 왕관을 감정하다.
- 기원전 230년 – 에라토스테네스가 그림자를 이용해 지구의 크기를 계산하다.

## 중세
- 10세기 - 무함마드 이븐 자카리야 라지가 의학에 실험통제를 도입하여 비마리스탄(병원)의 위생을 개선하다.
- 1020년 – 이븐 시나가 『의학정전』에서 생리학 연구에 실험과 정량화, 실험의학, 임상시험을 도입하다.
- 1021년 – 이븐 알하이탐이 『광학서』에서 실험적인 과학적 방법과 실험물리학을 개척하다. 카메라 옵스쿠라를 사용해 빛이 직진한다는 것을 증명하고 시각은 빛이 눈 속으로 들어와서 생겨나는 것임을 보이다. 이는 동시에 실험심리학과 정신물리학의 효시이기도 했다.
- 1030년 – 아보 라이한 알비루니가 천문현상에 대한 최초의 정교한 실험을 수행하고 역학에 실험이라는 방법을 도입하다.
- 1121년 – 압드 알라흐만 알하지니가 『지혜의 중용서』에서 실험을 광범위하게 사용하여 자신의 역학 이론을 증명하다.
- 12세기 - 이븐 주르가 의사로서 최초로 해부와 검시를 수행하다. 이븐 주르는 옴이 기생충병이라는 것을 밝혀내서 히포크라테스와 갈레노스의 체액설을 뒤집어 놓았다.
- 1200년 – 압드 알라티프 알바그다디가 많은 수의 해골을 관찰하고 검사해서 갈레노스의 뼈 형성 이론이 틀렸음을 확인하다.
- 1242년 – 이븐 알나피스가 해부를 하다 폐순환과 순환계를 발견하다.
- 13세기 - 카말 알딘 알파리시가 무지개 현상에 대한 최초로 올바른 설명을 내놓고 실험으로 자기 이론을 증명하다.
- 13세기 - 알베르투스 마그누스가 질산이 은을 녹일 수 있고 그 결과 만들어진 질산은은 피부를 시커멓게 태운다고 기록하다.

## 근세
- 1572년 – 튀코 브라헤가 1572년 초신성을 관측하여 천구는 불변하다는 아리스토텔레스주의에 어긋나는 증거를 수집하다.
- 1609년 – 칼릴레오 갈릴레이가 망원경으로 목성의 위성들을 관측하다.
- 1638년 – 갈릴레오 갈릴레이가 『새로운 두 과학』에서 아리스토텔레스 운동이론을 반증하는 사고실험을 제시하다.
- 1665년 – 로버트 훅이 현미경으로 세포를 관찰하다.
- 1672년 – 아이작 뉴턴이 백색광은 여러 색깔의 광선이 혼합된 것이라는 프리즘 실험 결과를 발표하다.
- 1676년 – 올레 뢰머가 최초로 빛의 속도를 측정하다.
- 1687년 – 아이작 뉴턴이 포환 사고실험을 제기하다.
- 1747년 – 제임스 린드가 유럽 최초의 임상시험을 수행하여, 괴혈병이 신선한 오렌지나 레몬을 먹으면 치유됨을 보이다.
- 1774년 – 찰스 메이슨이 스코틀랜드 시할리온산에서 실험을 수행해 지구의 평균밀도를 측정하다(시할리온산 실험).
- 1796년 – 에드워드 제너가 최초오 백신을 시험하다.
- 1798년 – 헨리 캐번디시가 비틀림막대 실험으로 중력상수를 측정하다.

## 근대
- 1801년 – 토머스 영의 이중슬릿 실험으로 빛이 파동임을 보이다.
- 1820년 – 한스 크리스티안 외르스테드가 전기와 자기의 관계를 발견하다.
- 1843년 – 제임스 프레스콧 줄이 역학적 일과 열이 등가임을 밝히다(에너지 보존법칙).
- 1845년 – 크리스티안 도플러가 도플러 편이를 보이다.
- 1851년 – 레옹 푸코가 푸코의 진자를 이용해 지구의 자전을 보이다.
- 1859년 – 찰스 다윈이 『종의 기원』을 출간하다.
- 1861년 – 루이 파스퇴르가 자연발생설을 반증하다.
- 1863년 – 그레고어 멘델의 완두콩 실험(멘델의 유전법칙).
- 1887년 – 하인리히 헤르츠가 광전효과를 발견하다.
- 1887년 – 마이켈슨-모올리의 실험에서 빛의 속도는 불변함을 보이다.
- 1896년 – 앙리 베크렐이 방사능을 발견하다.
- 1897년 – 조지프 존 톰슨이 전자를 발견하다.
- 1909년 – 로버트 밀리컨의 기름방울 실험이 전하가 양자화되어 있음을 시사하다.
- 1911년 – 어니스트 러더퍼드의 금박 실험으로 원자는 대부분이 빈 공간이고 질량 대부분은 중심에 모여 있음이 밝혀지다. 그 중심 질량을 원자핵이라 명명하다.[1]
- 1911년 – 헤이커 카메를링 오너스의 초전도체 실험.
- 1914년 - 제임스 프랭크와 구스타프 루트비히 헤르츠의 프랭크-헤르츠 실험이 원자 전리 에너지의 양자화를 증명하다.
- 1919년 – 아서 에딩턴이 태양의 중력렌즈 효과를 관측해 상대성 이론의 증거를 제시하다.
- 1920년 – 오토 슈테른과 발터 게를라히의 슈테른-게를라히 실험에서 입자의 스핀이 밝혀지다.
- 1920년 – 존 B. 왓슨과 로잘리 레이너가 어린 앨버트 실험을 수행하다.
- 1928년 – 그리피스 실험에서 살아 있는 세포가 형질전환을 일으킬 수 있음을 보이다. 그 원인은 나중에 DNA로 밝혀지다.
- 1934년 – 엔리코 페르미가 원자를 분열시키다.
- 1935년 – 로널드 피셔의 부인들의 차감별 시험. 통계적 가설검정의 기초가 된다.
- 1940년 – 카를 폰 프리슈가 꿀벌의 "춤"을 해독해서 그 춤이 의사소통 수단임을 밝히다.
- 1944년 – 바버라 매클린톡이 옥수수를 육종해 유전자 이동을 발견하다.

## 현대
- 1947년 – 존 바딘과 월터 브래튼이 최초의 트랜지스터를 제작하다.
- 1951년 – 솔로몬 애쉬가 집단의 압력이 있을 때 개인이 명백히 틀린 주장에 승복할 수 있음을 보이다.
- 1952년 – 앨프리드 허시와 마사 체이스의 허시-체이스 실험에서 DNA가 유전물질임을 밝히다.
- 1953년 – 스탠리 L. 밀러와 해럴드 C. 유리의 밀러-유리 실험에서 무기물질에서 유기물질이 생겨날 수 있음을 밝히다.
- 1955년 – 클라이드 L. 코완과 프레더릭 라이너스가 중성미자 실험에서 중성미자의 실존을 확인하다.
- 1958년 – 메셀슨-슈탈 실험에서 DNA 복제가 반보존성임을 증명하다.
- 1960년 – B버러스 프레더릭 스키너의 조작적 조건형성 실험.
- 1961년 – 크릭, 브레너 등의 실험.
- 1961년 – 니렌버그-마타아이 실험.
- 1964년 – 니렌버그-레더 실험.
- 1965년 – 아르노 펜지어스와 로버트 우드로 윌슨이 우주배경복사를 발견하다.
- 1967년 – 케림 케리모프가 코스모스 186호와 코스모스 188호를 발사, 자동 도킹에 성공하여 향후 우주정거장 개발을 가능케 하다.
- 1970년 – 앨런 가드너와 베아트릭스 가드너가 침팬지에게 수화를 가르치다.
- 1974년 – 스탠리 밀그램의 밀그램 실험.
- 1995년 – 에릭 A. 코넬과 칼 E. 위먼이 보스-아인슈타인 응축을 합성하다.

## 같이 보기
- 연표 목록
- 과학방법사 연표
- 과학발견사 연표
- 발명사 연표